# Schlegel (Thuringe)
Pour les articles homonymes, voir Schlegel.
Schlegel est une ancienne commune allemande du land de Thuringe, dans l’arrondissement de Saale-Orla, au centre de l’Allemagne située sur le Rennsteig, à environ huit kilomètres au sud de Bad Lobenstein. 